# Wadesmill
Wadesmill – przysiółek w Anglii, w Hertfordshire. Leży 3 km od miasta Ware, 5,7 km od miasta Hertford i 36,2 km od Londynu. W latach 1870–1872 miejscowość liczyła 499 mieszkańców.